# Macari Magnes
Macari Magnes o Macari Magnetes (en llatí Macarius, en grec Μακάδριος) va ser un escriptor grec.
Es conserva una obra de nom Apologia adversus Theosthenem Evangeliorum Calumniatorem, escrita sota el nom de Macari Magnetes o Macari Magnes o simplement Macari (Μακαρίου Μαγνήτου, Μακαριου Μαγνητος i Μακαριου), i se l'ha identificat amb un Macari Magnes, prevere de Jerusalem que va assistir al sínode d'Antioquia l'any 265 en el que Pau de Samòsata va ser deposat i excomunicat, però aquesta identificació està mancada de proves. El fet que sigui esmentat només com a Macari provaria que era el nom i no el títol (Macari equival a beat). Magnes potser voldria dir originari de Magnèsia. Una còpia del llibre diu que era "bisbe" (ἱεραρχὴς). Hi va haver també un Macari que va ser bisbe de Magnèsia al començament del segle v, però el més probable és que fos un personatge diferent.
També va escriure Ἀποκριτικά, Responsiones, en cinc llibres, que semblen dirigits contra Porfiri.